# Elspe
Elspe ist eine Ortschaft im Sauerland mit 2809 Einwohnern Ende Juni 2020 und ein Stadtteil der Stadt Lennestadt. Der Anteil von 23,2 % der Einwohner über 65 Jahre ist vergleichsweise höher als im Stadtgebiet Lennestadt (17,4 %).
Die Ortschaft Elspe liegt im Elspetal, eingerahmt von Bergen bis zu einer Höhe von 550 m auf dem Kalkriff der Attendorn-Elsper Doppelmulde. Überregional bekannt wurde Elspe durch die Karl-May-Festspiele, bei denen eine Zeit lang Pierre Brice mitspielte.

## Namensdeutung
Der Name Elspe ist zurückzuführen auf die Kombination des Bestimmungswortes „Alisa“ mit dem Suffix „-apa“, die jeweils auf das Element Wasser deuten. Die latinisierte Form „Alisapa“ ist als „Elisopu“ in einer durch Kaiser Otto III. im Jahre 1000 n. Chr. ausgestellten Urkunde zu finden. Nach einer neueren Untersuchung der Ortsnamen des Kreises Olpe können die genannten frühzeitlichen Begriffe auch mit „fließendes Gewässer“ oder „mit Erlen bestandenes Gewässer“ gedeutet werden.

## Aus der Geschichte
Elspe wurde erstmals im Jahre 1000 in einer Urkunde erwähnt, die Kaiser Otto III. zur Bestätigung der Gründung des Klosters Oedingen ausstellen ließ. Elspe ist mit Oedingen der älteste Ort im Kreis Olpe, zu dem auch die Ortschaften Sporke, Hespecke, Melbecke, Obermelbecke, Trockenbrück, Theten und Hachen gehörten.

### Die Bauerschaften von Elspe
Freie und unfreie Bauern mit ihren Einsassen und Beisassen bildeten mit den Nachbarorten sogenannte Bauerschaften, denen ein gewählter Dorfältester bzw. Dorfschulze oder ein Bauernmeister vorstand. Aus jeder Bauerschaft wurde jährlich oder alle zwei Jahre ein neuer Ratmann gewählt.
Ursprünglich waren es nach einem Einkünfteverzeichnis von 1500 sieben Bauerschaften (auch „Burskop“ genannt). Im Jahre 1683 wurde aus der Bauerschaft Förde, Bonzel eine eigene Pfarrei, so dass in Elspe noch sechs Bauerschaften verblieben:
1. Elspe
2. Oberelspe, Altenvalbert, Husen (Elsperhusen), oberen Valbert, Rumpes Valbert wohe das adelige hauß, undt Marpe
3. Sporke, Hespecke, Nieder Melbicke undt ober Melbickes, item das hauß, welches dem adeligen hauß Borghausen incorporirt worden
4. Meggen, Halberbracht
5. Burbecke, Stöppel und Nocken
6. Theten und Hachen

### Der Brand von Elspe im Jahre 1805

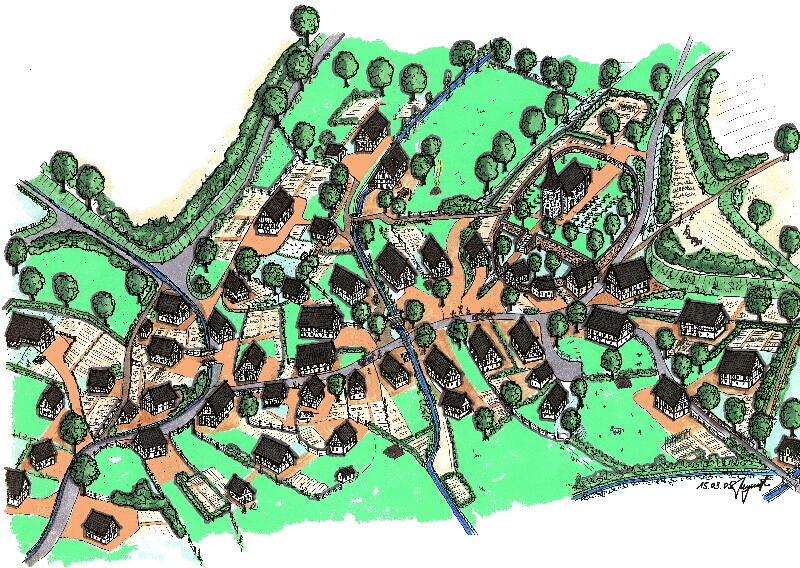
Rekonstruktion vor dem Brand

Am Dreifaltigkeitssonntag, dem 9. Juni 1805, brannte der Ortskern von Elspe bis auf wenige Häuser völlig ab. Nach der Überlieferung soll ein Hütejunge von Meister Peitts mit einem Vorderlader auf Ratten geschossen haben. Durch die Stichflammen aus dem „Donnergewehr“ soll das Stroh in Brand geraten sein. In kurzer Zeit stand das gesamte Gebäude in Flammen. Zeitgenossen nennen für diese Feuersbrunst auch andere Gründe.
Da ein starker Westwind herrschte, breitete sich das Feuer rasend schnell aus. Vom brennenden Strohdach des Hauses wehten die Funken auf die Strohdächer der benachbarten Gebäude herüber, sodass auch dort der „Rote Hahn“ seine Opfer suchte. Mit einer enormen Wucht breitete sich die Feuerwalze über das weitere Dorf aus. Lediglich 13 Gebäude im südlichen Teil des Dorfes in Richtung Elspebach blieben verschont. Aus den Ruinen wurde das, was noch verwendungsfähig und brauchbar war, herausgeschafft.

### Der Wiederaufbau von Elspe

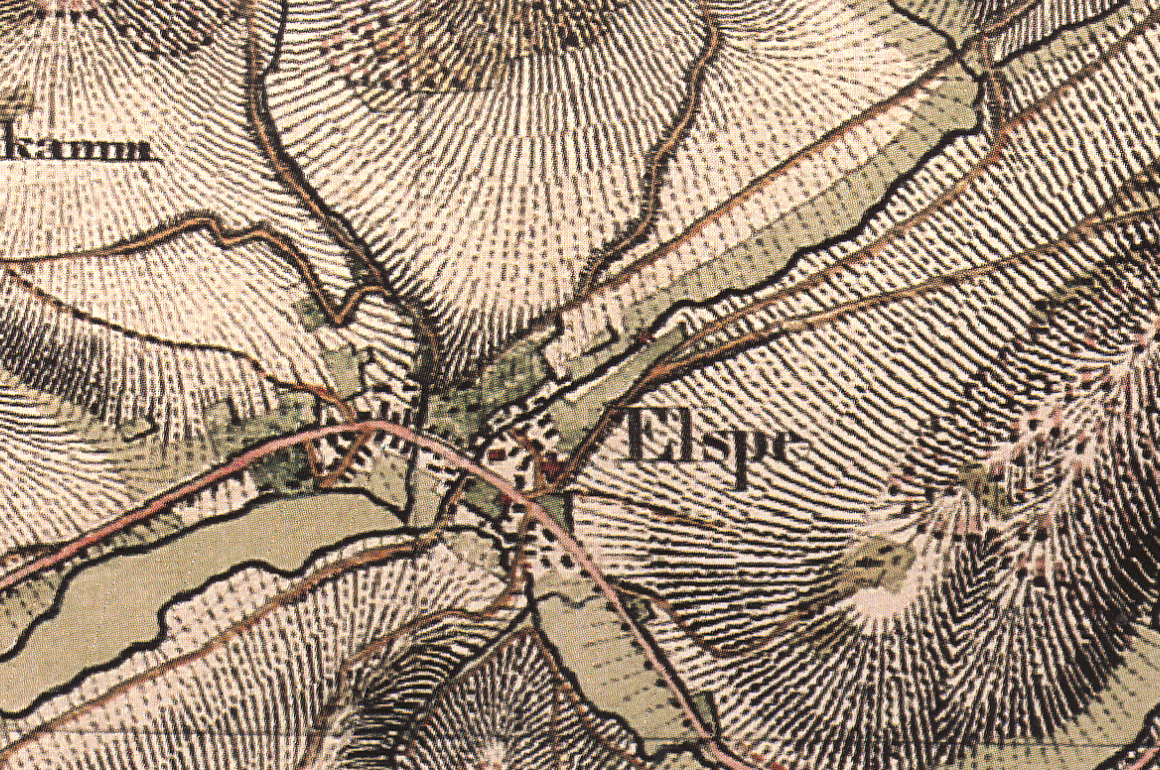
Ausschnitt Elspe, aus der preußischen Uraufnahme 1841, Historika 25

Der damalige Schultheiß Schneider verhandelte mit den großherzoglichen Behörden. Diese beauftragten den Geometer Funke aus Attendorn mit der Planung des neuen Dorfes. Dieser stellte zunächst den Bestand des Ortes fest und kartierte ihn.
Im neuen Dorf sollten die Häuser wegen des Übergreifens der Flammen nicht mehr so nahe beisammenstehen. Aus diesem Grunde konnten nicht alle Gebäude auf ihre alten Grundmauern und Fundamente aufgesetzt werden.
Aus dem bisherigen Runddorf Elspe wurde ein Straßendorf, in dem alle Häuser giebelständig zur Straße standen.
Um einen größeren Dorfplatz und einen geraden Straßenverlauf zu erhalten, wurde die Lage der Häuser verändert. Der Bremkebach, der früher mitten durch das Grundstück des heutigen Hauses Görg floss, wurde in ein neues Bett verlegt und begradigt. Im Straßenbereich wurde der Bach verrohrt.
Die Heidenstraße entlang der Kirchenmauer wurde verbreitert und mit einheitlichem Gefälle versehen. Der bisher schmale Durchgang zwischen Bertels und Strucks konnte nun mit mehrspännigen Wagen besser befahren werden. Der Salmeckebach, der bisher entlang der Straße durch die Gasse in die Elspe führte, wurde verlegt. Die neue breite Straße durch den Ort führte nun gerade von den Gebäuden unter der Kirchenmauer bis zum heutigen Hause Gasthof Börger, knickte danach in die Gasse ab und führte parallel entlang des Elspebachs in Richtung Trockenbrück auf dem alten Trassenverlauf.
Nach dem Brand wurde der Ort Elspe von einem Runddorf in ein Straßendorf umgestaltet. Erst in den 1840er Jahren wurde die Provinzialstraße vom Elspebach an die heutige Trasse der B 55 verlegt, so dass der alte Straßenverlauf durch die Gasse zum Nebenweg wurde.

### Eingemeindung
Die Gemeinde Elspe wurde durch das Gesetz zur Neugliederung des Landkreises Olpe am 1. Juli 1969 in die neue Stadt Lennestadt eingegliedert.
Die Gemeinde brachte neben dem Hauptort insgesamt 18 weitere Ortschaften in die neue Stadt Lennestadt ein. Zu Elspe gehörten neben Altenvalbert, Burbecke und Elsperhusen auch Ernestus, Germaniahütte, Hachen, Halberbracht, Hespecke, Meggen, Melbecke, Neukamp, Oberelspe, Obermelbecke sowie Sporke, Stöppel, Theten, Trockenbrück und Weißenstein.

## Wappen der Gemeinde Elspe
Blasonierung
Von Blau und Silber geteilt, oben ein Pflug, unten schräggekreuzt Schlägel und Eisen in umgekehrten Farben.
Beschreibung
Auf dem Königshof in Elspe bestätigte Kaiser Otto III. im Jahre 1000 die Stiftung des Klosters Oedingen. Damit ist Elspe der Ort des Kreises Olpe, der die älteste schriftliche Erwähnung nachweisen kann. Die hier seit dem 12. Jahrhundert ansässigen Ritter von Elspe waren Inhaber der Vogtei Elspe-Hundem, die um 1500 von Kurköln abgelöst wurde. Die Farben des Wappens entstammen dem der Vögte von Elspe. Die Figuren weisen auf die wirtschaftliche Eigenart des Ortes hin, die früher durch die Landwirtschaft bestimmt und auch durch den Bergbau geprägt wurde. Genehmigt wurde das Wappen am 6. Mai 1939.

## Sehenswürdigkeiten

### Kirche St. Jakobus der Ältere

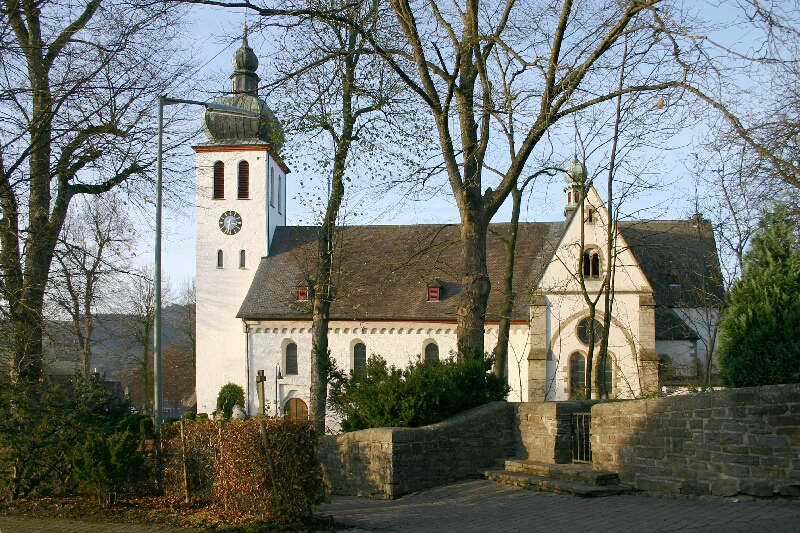
Ansicht Kirche Elspe von Süd-Osten

Die römisch-katholische Pfarrkirche St. Jakobus der Ältere zu Elspe ist ein romanisches bis frühgotisches Bauwerk. Im Chorraum befindet sich das Mirakelkreuz Elspe.

### Vituskapelle
Die Vituskapelle wurde im Jahr 1731 als schlichter kleiner Putzbau mit dreiseitig geschlossenen Schmalseiten errichtet. Sie ist mit einem Naturschieferdach gedeckt und von einem verschieferten Dachreiter bekrönt.

### Doppelkreuz
Unweit von Elspe in der Nähe der Ortschaft Obermelbecke steht eines der wenigen Doppelkreuze des Sauerlandes. An dem alten Kirchweg von Obermelbecke in Richtung Elspe soll nach einer Sage an dieser Stelle eine Hochzeitskutsche umgestürzt und das Brautpaar von der Kirche aus Elspe kommend unter sich begraben haben.
Einer anderen Erzählung nach sollen dort zwei Schulkinder vom Blitz erschlagen worden sein.
Der dritten Variante der Sage nach soll dort ein russischer Soldat bei der Verfolgung der geschlagenen Heere Napoleons gefallen sein (F. Kaiser – Ein altes Kirchdorf im Sauerland).

### Neuer Dorfplatz Gellestatt

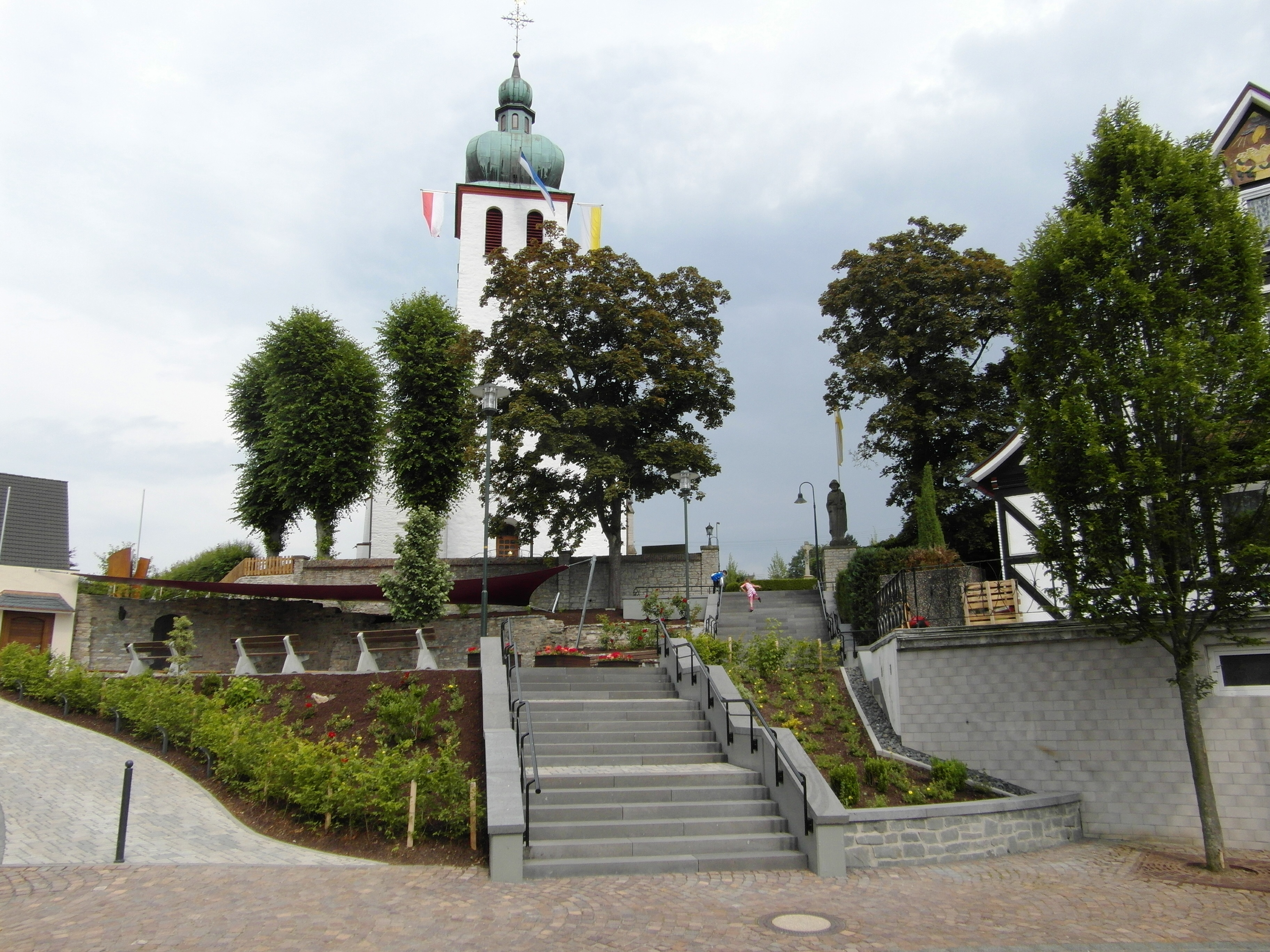
Neuer Dorfplatz Gellestadt in Elspe

Nach dem Abriss eines alten Gebäudes (Haus Arens) in unmittelbarer Nähe der Pfarrkirche bot sich die Möglichkeit für die Anlage eines Dorfplatzes an der Gellestatt. Die Bezeichnung Gellestatt soll darauf hindeuten, dass sich an dieser Stelle eine frühgeschichtliche Gerichtsstätte befand (was dort gesprochen wurde besaß Geltung, war geltendes Recht). In die Gestaltungsplanung der für die örtlichen Belange der Bürger zuständigen Arbeitsgemeinschaft (ARGE Elspe) im Herbst 2011 wurden neben Fachbüros insbesondere auch die Anlieger des Platzes einbezogen. Ein wichtiger Gesichtspunkt war die Schaffung eines fließenden Übergangs von der Dorfmitte zum höher gelegenen kirchlichen Bereich. So wurde neben dem Treppenaufgang auch ein stufenfreier Zugang zur Pfarrkirche geschaffen. Der Hauptbereich des neuen Platzes ist geprägt durch eine mit einem Segeltuch überdachte Bühne für kleinere Freilicht-Veranstaltungen. Außerdem befinden sich im Bühnenbereich bequeme Sitzgelegenheiten. Oberhalb dieser Ebene wurde in der Nähe eines kleinen Turmes eine Ruhezone mit Brunnen, Bäumen und Bänken eingerichtet. Den Brunnen zieren von einem bekannten Künstlerehepaar geschaffene Skulpturen. Während der Bauphase beteiligten sich täglich bis zu 30 freiwillige Helfer an den Arbeiten.
Unter großer Teilnahme der Einwohner wurde die fertiggestellte Anlage am 18. Juni 2014 der Öffentlichkeit übergeben.

### Wallburgturm

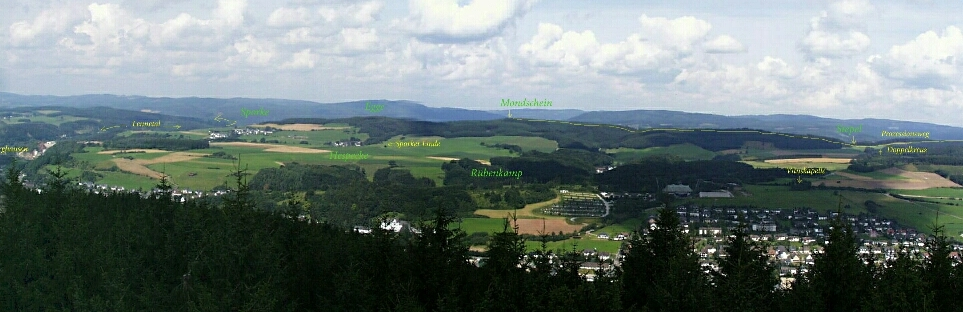
Blick vom Wallburgturm nach Norden auf Elspe, von links Trockenbrück-Sporke-Hespecke-Melbecketal-Rübenkamp-Karl-May-Festspiele-Elspe Unterdorf

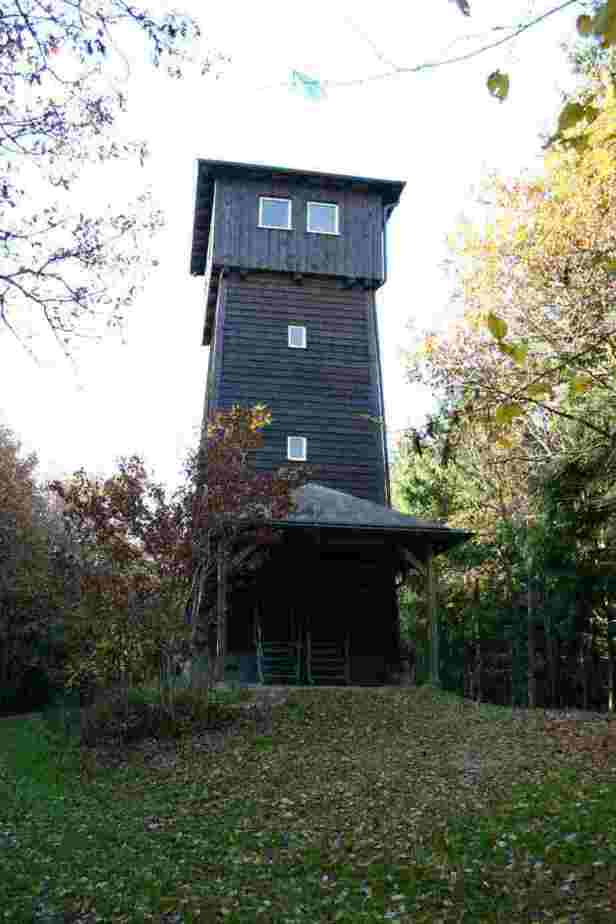
Wallburgturm

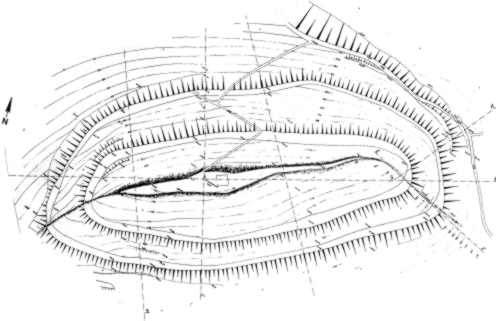
Wallanlage auf dem Weilenscheid

Im Jahre 1937/38 wurde auf der Bergkuppe des 481 m hohen Weilenscheid ein Aussichtsturm errichtet, der in den letzten Kriegstagen in Brand gesetzt wurde. Die Reste der Fundamente mit den herausragenden Stahlträgern prägten bis 1997 das Bild des Weilenscheids. Nach einer Idee der örtlichen SGV-Abteilung Elspe konnte in Zusammenarbeit mit der ARGE Elspe (Arbeitsgemeinschaft für örtliche Belange) unter Mithilfe der Elsper Bevölkerung im Jahre 1997 ein neuer Turm gebaut werden.
Über 60 Stufen gelangt man auf den 14,50 m hohen Aussichtsturm, der innerhalb der Wallanlage Weilenscheid steht.
Der Zugang zum Weilenscheid erfolgt entweder vom Ort Elspe über die Vogelstange an der Humpolle, durch die Burbecke oder von Hachen herauf.

### Wallanlage auf dem Weilenscheid
Auf dem 481,4 m hohen Weilenscheid bei Elspe liegt die Wallanlage Weilenscheid.

## Brauchtum
An Christi Himmelfahrt lädt die Freiwillige Feuerwehr des Ortes zum traditionellen Feuerwehrfest ein.
Der Schützenverein St. Jakobus d. Ä. feiert alljährlich zum 1. Sonntag im August sein traditionelles Schützenfest.

## Elspe Festival
Bekannt wurde Elspe durch die seit 1958 auf der dortigen Freilichtbühne stattfindenden Karl-May-Festspiele „Elspe Festival“, die durch Gaststars wie Pierre Brice über Deutschland hinaus große Besucherströme nach Elspe lenkten. Die Karl-May-Festspiele besuchen jährlich etwa 200.000 Zuschauer.
1993 drehte der Jazzkünstler Helge Schneider Teile seines erfolgreichen Kinofilms Texas – Doc Snyder hält die Welt in Atem auf der Bühne der Karl-May-Festspiele. Einer der Darsteller war Helmut Körschgen, Produzent der Geschäftsführer des Elspe-Festival Jochen Bludau.

## Persönlichkeiten
In Elspe geboren wurden
- Paul Arens (1936–2022), Kommunalpolitiker (CDU)
- Johannes Becker (1875–1955), Politiker
- Harry Blum (1944–2000), Politiker und Oberbürgermeister Kölns
- Peter Soemer (1832–1902), Theologe und Dichter
- Thomas Sternberg (* 1952),  Präsident des Zentralkomitees der deutschen Katholiken
- Helmert Woudenberg (* 1945), niederländischer Schauspieler